# سیم والمار کیسلر
سیم والمار کیسلر (استونیایی: Siim Valmar Kiisler؛ زادهٔ ۶ نوامبر ۱۹۶۵) سیاستمدار و نماینده مجلس اهل استونی است.